# Белорусский театр
Белорусский театр — это совокупность всех проявлений театрального искусства на территории современной и исторической Белоруссии, а также с использованием белорусского языка во время спектакля.

## История

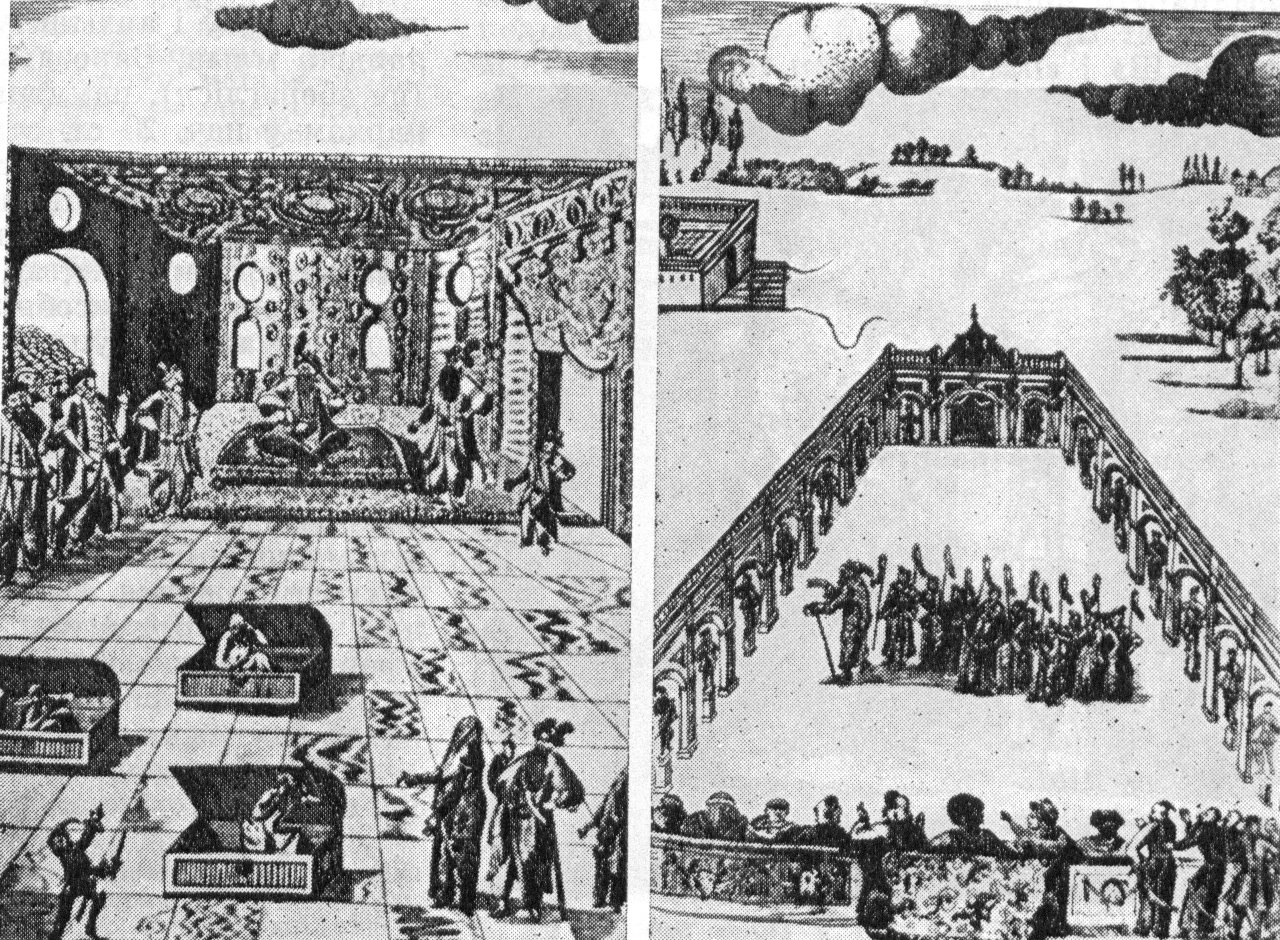
Декорации к спектаклям в Несвижском театре Радзивиллов

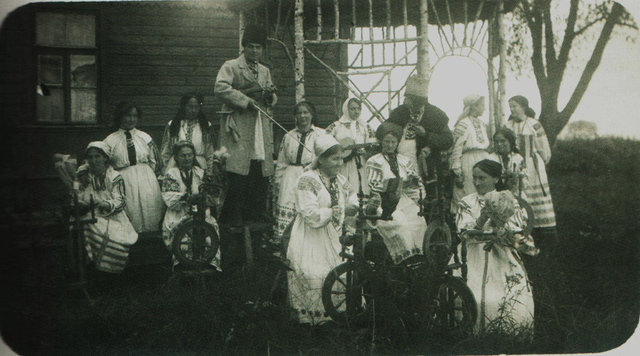
Кобринская театральная труппа в 1917 году

История театра в Белоруссии насчитывает много веков. Истоки белорусского театрального искусства — в древних народных праздниках, обрядах, ритуальных действиях, колядках, играх. Первыми профессиональными белорусскими актёрами были шуты, которые выступали во всех видах народного театра. В XVI веке появился кукольный театр — батлейка. С XVII века известна народная драма, которая синтезировала все формы народного театра и расширилась в последующие века. Уникальным явлением был так называемый «Крепостной театр», который состоял из лично зависимых от феодалов крестьян.
Постепенно формируется театр Великого княжества Литовского. В первой половине XVIII века частные городские и усадебные театры начали свою деятельность, некоторые из которых (Несвижский театр Радзивиллов, Шкловский театр Зорича, театры в Слуцке, Слониме, Могилёве и др.) достигли профессионального уровня.

### Новое время
В середине XIX века были предприняты попытки создания белорусской профессиональной драматургии и национального театра (постановка пьесы «Сялянка» 1852 года, в которой синтезировалось драматическое, вокальное и танцевальное искусство). В начале XX века широкое распространение получили белорусские вечеринки, которые способствовали появлению первого профессионального белорусского театра — Первой белорусской труппы И. Т. Буйницкого.
Значительный вклад в развитие театра внесло Первое белорусское общество драмы и комедии, созданное в 1917 году, а в 1920 году — Белорусского государственного театра (ныне Национальный академический театр имени Янки Купалы). Самобытностью определялся странствующий творческий коллектив, созданный в 1920 году В. И. Голубком. В 1920-х годах белорусский театр развивался в русле политики белорусизации. В 1933 году был создан Государственный театр оперы и балета.
В 1930-е годы многие театральные деятели подверглись репрессиям и преследованиям, а в 1937 году был расформирован Третий белорусский государственный драматический театр. Одновременно появились новые группы. В довоенный период среди наиболее успешных постановок были пьесы об историческом прошлом («Бацькаўшчына» К. Чорного, «У пушчах Палесся» Я. Коласа и др.). На темы фольклора («Нестерка» В. Вольского), постановки классической драматургии («Павлинка» Я. Купалы, «Бесприданница» А. Н. Островского, «Скупой» Мольера и др.). Настоящим событием стала постановка сатирической комедии К. Крапивы «Кто смеётся последним».
После войны поиски стиля расширились, палитру образов спектаклей обновили и обогатили. Благотворное влияние на театральное искусство оказала в 1960—1990-х гг. драматургия А. Е. Макаёнка, В. С. Короткевича, Н. Е. Матуковского, А. Л. Петрашкевича, А. А. Дударева и др. Плодотворно работали мастера старшего поколения (Г. К. Макарова, С. М. Станюта, З. Ф. Стомма и др.), пришло новое поколение талантливых актёров (Г. С. Овсянников, Г. М. Гарбук, М. Г. Захаревич, Л. М. Давидович и др.) и режиссёры (И. М. Раевский, Б. И. Луценко, В. Е. Мазынский, Н. Н. Пинигин). В конце XX века художественные поиски, творческие эксперименты расширились, усилились авангардистские, постмодернистские тенденции в театральном искусстве.

## Исследование белорусского театра
В октябре 1924 года белорусский драматург Франтишек Олехнович опубликовал монографию «Белорусский театр», изданную издательством Белорусского общественного собрания в Вильно. В монографии автор последовательно анализирует фольклорные истоки белорусского театрального искусства, оценивает достижения драмы с её интермедиями и батлейкой. Большое место отведено анализу творчества Винцента Дунина-Марцинкевича, А. И. Вериго-Доревского, Г. Ф. Марцинкевича, И. Т. Буйницкого, Янки Купалы.

В. И. Нефёд

Основателем белорусской школы театральных исследований является В. И. Нефёд, заведующий отделом театра Института искусствоведения, этнографии и фольклора имени К.Крапивы. В. И. Нефёд стремился всесторонне и основательно изучить историю, теорию и практику белорусского театрального искусства. Сотрудники театрального отдела выполняли запланированную работу в самых широких направлениях. Темы современной драматургии, режиссуры, театрально-декорационного и актёрского мастерства не обошли своим вниманием.
Особое место среди научных работ занимает трёхтомная «Гісторыя беларускага тэатра», изданная в 1980-х годах под руководством В. И. Нефёда.

### Театры Белоруссии
По состоянию на 2016 год в Белоруссии действует 28 профессиональных театров: 19 драматических и музыкальных, 8 детских и юного зрителя, 1 театр оперы и балета. В том числе, в Минске — 10, Брестской области — 4, Витебской области — 2, Гомельской области — 4, Гродненской области — 3, Минской области — 2, Могилёвской области — 3.
| Изображение | Название                                                                  | Город     | Год открытия |
| ----------- | ------------------------------------------------------------------------- | --------- | ------------ |
|             | Могилёвский областной театр драмы и комедии им. В. И. Дунина-Марцинкевича | Бобруйск  | 1957         |
|             | Брестский академический театр драмы                                       | Брест     | 1944         |
|             | Брестский областной театр кукол                                           | Брест     | 1963         |
|             | Театр «Крылы Халопа»                                                      | Брест     | 2001         |
|             | Национальный академический драматический театр им. Якуба Коласа           | Витебск   | 1926         |
|             | Белорусский кукольный театр «Лялька»                                      | Витебск   | 1990         |
|             | Молодёжный театр «Колесо»                                                 | Витебск   | 2006         |
|             | Гомельский областной драматический театр                                  | Гомель    | 1954         |
|             | Гомельский государственный театр кукол                                    | Гомель    | 1968         |
|             | Гомельский городской молодёжный театр                                     | Гомель    | 1992         |
|             | Гродненский областной театр кукол                                         | Гродно    | 1940         |
|             | Гродненский областной драматический театр                                 | Гродно    | 1947         |
|             | Национальный академический театр им. Янки Купалы                          | Минск     | 1890         |
|             | Белорусский государственный академический театр юного зрителя             | Минск     | 1931         |
|             | Национальный академический драматический театр имени М. Горького          | Минск     | 1932         |
|             | Большой театр Беларуси                                                    | Минск     | 1933         |
|             | Белорусский государственный театр кукол                                   | Минск     | 1938         |
|             | Белорусский государственный академический музыкальный театр               | Минск     | 1970         |
|             | ИнЖест                                                                    | Минск     | 1980         |
|             | Театр-студия киноактёра                                                   | Минск     | 1980         |
|             | Белорусский государственный молодёжный театр                              | Минск     | 1984         |
|             | Новый драматический театр                                                 | Минск     | 1987         |
|             | Белорусский поэтический театр одного актёра «Знич»                        | Минск     | 1989         |
|             | Республиканский театр белорусской драматургии                             | Минск     | 1990         |
|             | Молодёжный театр эстрады                                                  | Минск     | 1997         |
|             | Драматический театр Белорусской армии                                     | Минск     | 2002         |
|             | Современный художественный театр                                          | Минск     | 2004         |
|             | Камерный драматический театр                                              | Минск     | 2010         |
|             | «Территория мюзикла»                                                      | Минск     | 2012         |
|             | Могилёвский областной драматический театр                                 | Могилёв   | 1888         |
|             | Могилёвский областной театр кукол                                         | Могилёв   | 1976         |
|             | Мозырский драматический театр им. И.Мележа                                | Мозырь    | 1990         |
|             | Минский областной театр кукол «Батлейка»                                  | Молодечно | 1990         |
|             | Минский областной драматический театр                                     | Молодечно | 1991         |
|             | Полесский драматический театр                                             | Пинск     | 2006         |
|             | Слонимский драматический театр                                            | Слоним    | 1990         |
|             | Тимковичский народный театр                                               | Тимковичи | 1917         |